# Maďarský parlament
Maďarský parlament (maďarsky Országgyűlés – doslovně přeloženo jako Zemský sněm či Zemské shromáždění) je jednokomorový zákonodárný sbor republiky Maďarsko. Má 199 poslanců zvolených smíšeným systémem v demokratických jednokolových tajných volbách na čtyřleté funkční období, kteří se schází v budově Országházu v hlavním městě Budapešti.

## Parlament
Zemský sněm má 199 poslanců, volených v jednokolových volbách každé čtyři roky, vždy na jaře. Sněm schvaluje ústavu, zákony a určuje hlavní linie sociální a hospodářské politiky Maďarska. Stará se o vyváženost státních financí, schvaluje státní rozpočet, dohlíží na jeho dodržování, schvaluje vládní program, ratifikuje mezinárodní smlouvy. Parlament hraje v politickém systému Maďarska stěžejní úlohu a díky volebnímu systému se pravidelně opírá o silnou parlamentní většinu. Parlament může vyhlásit také referendum, jehož výsledek je pro parlament závazný, pokud se referenda zúčastní minimálně 50 % voličů.
Poslanci shromáždění mají právo volit:
- Prezidenta republiky – Prezidentské volby v Maďarsku
- Předsedu vlády
- Prezidenta MNB
- Generálního prokurátora
- Prezidenta Státního soudu

### Orgány a vedení

#### Předseda parlamentu
Předseda parlamentu je v Maďarsku po prezidentovi a premiérovi třetí nejdůležitější politický činitel. Kromě vedení parlamentu má dále za úkol jmenování vedoucích pracovníků úředních subjektů parlamentu nebo je odpovědný za sestavení a plnění rozpočtu v parlamentu.
| Od              | Do              | Jméno         | Strana    |
| --------------- | --------------- | ------------- | --------- |
| 23. říjen 1989  | 1. květen 1990  | István Fodor  | nestraník |
| 2. květen 1990  | 3. srpen 1990   | Árpád Göncz   | SZDSZ     |
| 3. srpen 1990   | 27. červen 1994 | György Szabad | MDF       |
| 28. červen 1994 | 17. červen 1998 | Zoltán Gál    | MSZP      |
| 18. červen 1998 | 14. květen 2002 | János Áder    | Fidesz    |
| 15. květen 2002 | 14. září 2009   | Katalin Szili | MSZP      |
| 15. září 2009   | 14. květen 2010 | Béla Katona   | MSZP      |
| 14. květen 2010 | 6. srpen 2010   | Pál Schmitt   | Fidesz    |
| 6. srpen 2010   | současnost      | László Kövér  | Fidesz    |

### Místopředsedové (2014–2018)

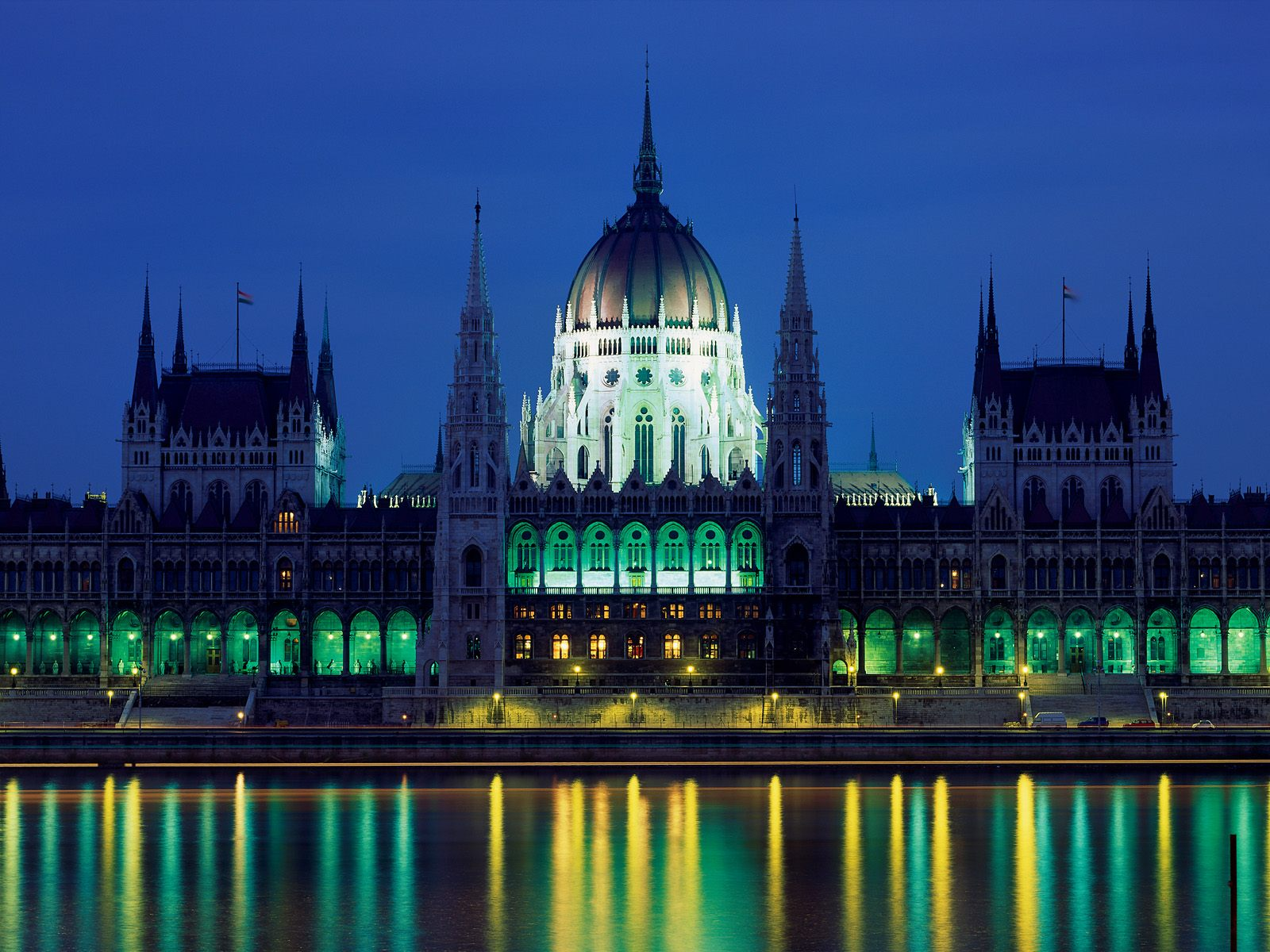
Országház, sídlo parlamentu

Místopředsedové parlamentu od 6. května 2014:
- Gergely Gulyás (Fidesz)
- István Hiller (MSZP)
- István Jakab (Fidesz)
- János Latorcai (KDNP)
- Sándor Lezsák (Fidesz)
- István Hiller (MSZP)
- Tamás Sneider (Jobbik)

### Místopředsedové (2022–2026)
- Dóra Dúró (Mi Hazánk)
- Csaba Hende (Fidesz)
- István Jakab (Fidesz)
- János Latorcai (KDNP)
- Sándor Lezsák (Fidesz)
- Lajos Oláh (DK)

## Volební systém

### Změna od roku 2014
Od parlamentních voleb 2014 došlo ke snížení počtu poslanců. Z 386 zákonodárců se jejich počet snížil na 199 poslanců zvolených i nadále smíšeným volebním systémem. Upraveny byly rovněž i jednomandátové volební obvody, kterých je 106 a platí v nich většinový volební systém. Zbývajících 93 poslanců je zvoleno poměrným systémem z republikových kandidátních listin, mandáty jsou přerozděleny stranám přesahující klauzuli 5 %.

### Způsob volby 1990–2014

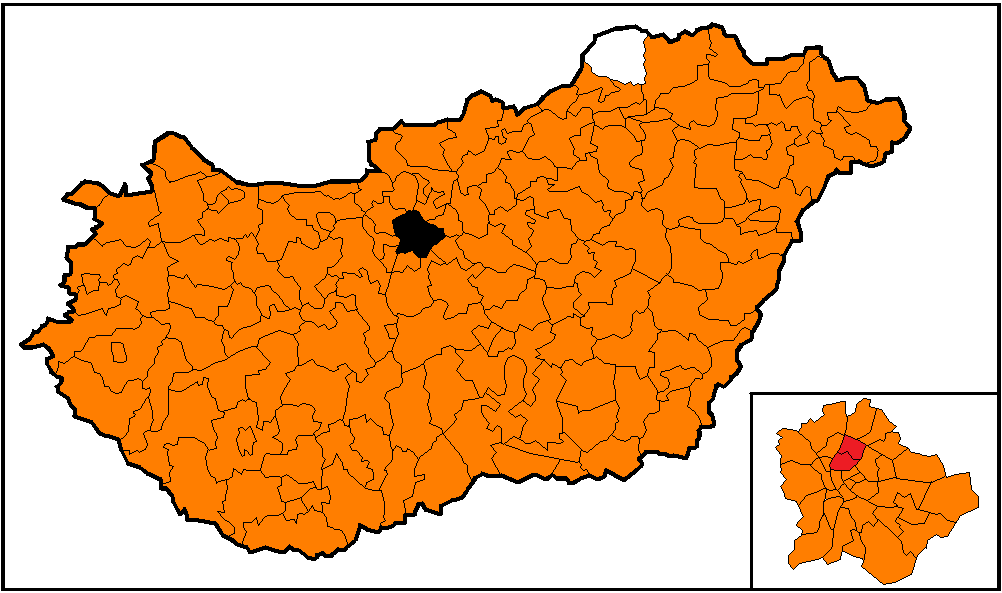
Výsledky druhého kola voleb 2010 v jednomadátových obvodech:
Fidesz-KDNP (173)
MSZP (2)
Nezávislí (1)

Parlamentní volební systém, kdy se volilo 386 poslanců, byl značně komplikovaný. Jednalo se o kombinaci tří volebních systémů: relativního a absolutního většinového, ale také systému celostátní a regionální kandidátky. Cílem je zajistit vládnoucí koalici stabilní většinu v parlamentu a zároveň umožnit vstup nestranným osobnostem a zástupcům menšin. Volby byly dvoukolové, konaly se po čtyřech letech (1990, 1994, 1998, 2002, 2006, 2010), vždy na jaře – naposledy 11. a 25. dubna 2010.
Zvolit 386 poslanců bylo možno třemi způsoby. Prvních 176 mandátů je rozděleno v jednomandátových obvodech dvoukolovým většinovým principem. Do druhého kola postupují ti kandidáti, kteří při minimálně 50% účasti získali v prvním kole alespoň 15 % hlasů (minimálně však tři). Ve druhém kole stačí ke zvolení prostá většina hlasů při 25 %. Druhou možností, jak být zvolen, jsou župní listiny politických stran, kterými je zvoleno 152 poslanců. Pro sestavení župní listiny jsou ustavena přísná pravidla, strana musí mít dostatek kandidátů v předem určené struktuře, proto župní kandidátky staví pouze nejsilnějších pár stran. Pro rozdělení mandátů se používá Hagenbach-Bischoffova metoda. Aby byly volby platné, tak i zde musí být splněna podmínka 50% účasti (jinak se volby opakují). Každý volič má v maďarských parlamentních volbách dva hlasy. Jedním vybírá z regionálních kandidátek, druhým volí v jednomandátovém obvodě konkrétní osobnost. Zbylých 58 mandátů je přiděleno podle poměru k počtu tzv. frakčních hlasů systémem celostátních kandidátek zvaných kompenzační listiny. Všechny hlasy, které nevedly ke zvolení poslance, nepropadají, nýbrž se na celostátní úrovni sečtou a podle těchto sum jsou pomocí D’Hondtovy metody přeměněny na mandáty. V obou poměrných systémech (regionálních i celostátních kandidátkách) platí od roku 1994 pětiprocentní klauzule.
Tento volební systém obsaoval několik omezení, například registrace kandidáta v jednomandátovém obvodu je podmíněna shromážděním 750 podpisů, registrace stranické kandidátní listiny ve vícemandátovém obvodu byla podmíněna registrací kandidátů téže strany v minimálně jedné čtvrtině jednomandátových obvodů a nakonec kandidátka strany může být zařazena do celostátního obvodu, jen když tatáž strana zaregistruje své kandidátky v minimálně sedmi vícemandátových obvodech.

## Složení parlamentu

### 1990–1994
| 33   | 93    | 21     | 21   | 164 | 44   | 10 |
| MSZP | SZDSZ | Fidesz | KDNP | MDF | FKgP | N  |

### 1994–1998
| 209  | 69    | 20     | 22   | 38  | 26   | 2 |
| MSZP | SZDSZ | Fidesz | KDNP | MDF | FKgP | N |

### 1998–2002
| 134  | 24    | 148        | 17  | 48   | 14   | 1 |
| MSZP | SZDSZ | Fidesz-MPP | MDF | FKgP | MIÉP | N |

### 2002–2006
| 178  | 20    | 164        | 24  |
| MSZP | SZDSZ | Fidesz-MPP | MDF |

### 2006–2010
| 190  | 20    | 141         | 23   | 11  | 1 |
| MSZP | SZDSZ | Fidesz-MPSZ | KDNP | MDF | S |

### 2010–2014
| 59   | 16  | 227         | 36   | 1  | 47     |
| MSZP | LMP | Fidesz-MPSZ | KDNP | OM | Jobbik |

### 2014–2018
| 29   | 4  | 3   | 1  | 5   | 1   | 117         | 16   | 23     |
| MSZP | DK | E14 | PM | LMP | MLP | Fidesz-MPSZ | KDNP | Jobbik |

Tabulka zobrazuje počet mandátů přidělených stranám po parlamentních volbách 2014 a počet členů parlamentních frakcí jednotlivých stran aktuální k 1. září 2016.
|  | Zkratka | Strana                                                              | Počet mandátů získaných ve volbách | Počet členů parlamentní frakce (1. září 2016) | Předseda strany                | Předseda parlamentní frakce | Úloha              |
|  | ------- | ------------------------------------------------------------------- | ---------------------------------- | --------------------------------------------- | ------------------------------ | --------------------------- | ------------------ |
|  | Fidesz  | Fidesz – Magyar Polgári Szövetség (Fidesz - Maďarská občanská unie) | 117                                | 114                                           | Viktor Orbán                   | Lajos Kósa                  | VLÁDA (Orbán III.) |
|  | MSZP    | Magyar Szocialista Párt (Maďarská socialistická strana)             | 29                                 | 29                                            | Gyula Molnár                   | Bertalan Tóth               | opozice            |
|  | Jobbik  | Jobbik Magyarországért Mozgalom (Hnutí za lepší Maďarsko)           | 23                                 | 241                                           | Gábor Vona                     | János Volner                | opozice            |
|  | KDNP    | Kereszténydemokrata Néppárt (Křesťanskodemokratická lidová strana)  | 16                                 | 172                                           | Zsolt Semjén                   | Péter Harrach               | VLÁDA (Orbán III.) |
|  | LMP     | Lehet Más a Politika (Politika může být jiná)                       | 5                                  | 5                                             | Ákos Hadházy Bernadett Szél    | Erzsébet Schmuck            | opozice            |
|  | DK      | Demokratikus Koalíció (Demokratická Koalice)                        | 4*                                 | —                                             | Ferenc Gyurcsány               | —                           | opozice            |
|  | E14     | Együtt 2014 (Společně 2014)                                         | 3*                                 | —                                             | Viktor Szigetvári              | —                           | opozice            |
|  | PM      | Párbeszéd Magyarországért (Dialog za Maďarsko)                      | 1*                                 | —                                             | Gergely Karácsonyi Tímea Szabó | —                           | opozice            |
|  | MLP     | Magyar Liberális Párt (LiBERÁLiSOK) (Maďarská liberální strana)     | 1*                                 | —                                             | Gábor Fodor                    | —                           | opozice            |
|  | F       | Független – Nezávislí, nezařazení poslanci                          | 0                                  | 10                                            | —                              | —                           | opozice            |
|  |         | Celkem                                                              | 199                                | 199                                           | 9                              | 5                           |                    |

1: Od 11. května 2015 poslanec Lajos Rig zvolen v doplňovacích volbách obvod: Veszprém megye 3. sz. OEVK.
2: Od 21. září 2015 poslanec István Hollik (KDNP), odstoupil Ferenc Papcsák (Fidesz). Strany měly jednotnou republikovou kandidátní listinu.
*: Poslanci za DK, E14, PM a MLP jsou zařazeni do frakce nezávislých.
Nezařazení poslanci: Gábor Fodor (MLP), Ferenc Gyurcsány (DK), Zoltán Kész (nestraník), Péter Kónya (E14/nestraník), Lajos Oláh (DK),
Szabolcs Szabó (E14), Tímea Szabó (PM), Zsuzsanna Szelényi (E14), Ágnes Vadai (DK), László Varju (DK)

## Přímluvčí národnostních a etnických menšin
Přímluvčí národnostních a etnických menšin v parlamentu nedisponují hlasovacím právem. Poprvé voleni při volbách 2014.
| Národnostní menšina | 2014 – 2018          | 2018 – 2022        | 2022 – 2026         |
| ------------------- | -------------------- | ------------------ | ------------------- |
| arménská (OÖÖ)      | Tamás Turgyán        | Silva Simani       | Akopjan Nikogosz    |
| bulharská (BOÖ)     | Szimeon Varga        | Szimeon Varga      | Szimeon Varga       |
| chorvatská (OHÖ)    | Mihály Hepp          | József Szolga      | József Szolga       |
| německá (MNOÖ)      | Imre Ritter          | Imre Ritter        | Imre Ritter         |
| polská (OLÖ)        | Lászlóné Csúcs       | Ewa Rónayné Slaba  | Ewa Rónayné Slaba   |
| slovenská (OSZÖ)    | János Fuzik          | Antal Paulik       | Antal Paulik        |
| slovinská (OSZÖ)    | Erika Kissné Köles   | Erika Kissné Köles | Erika Kissné Köles  |
| srbská (SZOÖ)       | Lyubomir Alexov      | Lyubomir Alexov    | Lyubomir Alexov     |
| romská (ORÖ)        | Félix Farkas         | Félix Farkas       | Félix Farkas        |
| rumunská (MROÖ)     | Traján Kreszta       | Traján Kreszta     | Traján Kreszta      |
| rusínská (ORÖ)      | Vera Giricz          | Vera Giricz        | Vera Giricz         |
| řecká (MGOÖ)        | Laokratisz Koranisz  | Sianos Tamás       | Laokratisz Koranisz |
| ukrajinská (UOÖ)    | Jaroszlava Hartyányi | Brigitta Szuperák  | Liliána Grexa       |